# Phloroglucinol

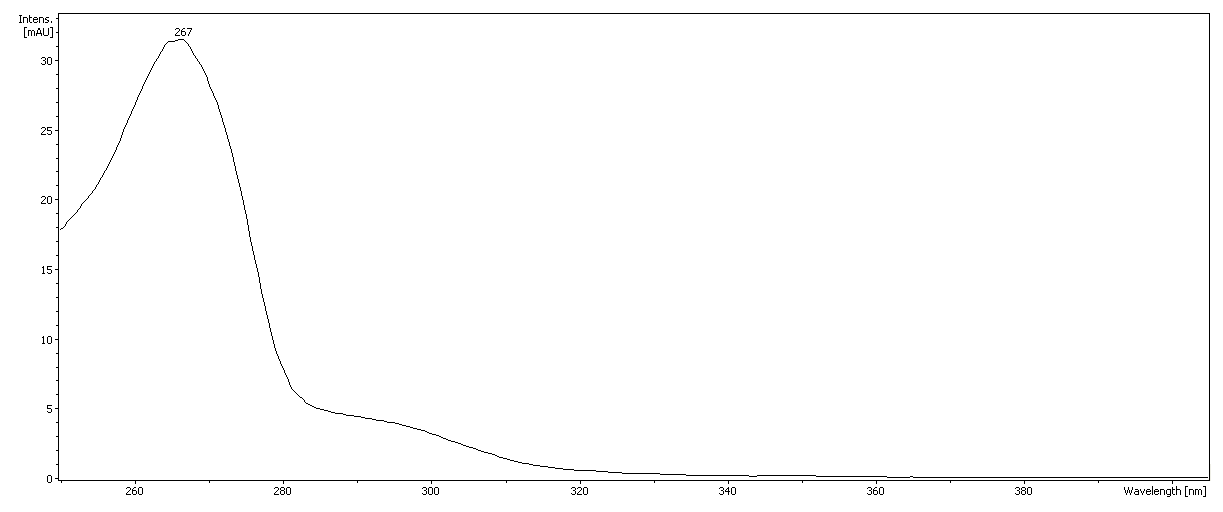
Quang phổ tia cực tím nhìn tháy được của phloroglucinol

Phloroglucinol là một hợp chất hữu cơ có công thức C 6 H 3 (OH) 3. Nó là một chất rắn không màu. Nó được sử dụng trong việc tổng hợp dược phẩm và chất nổ. Phloroglucinol là một trong ba benzenetriol đồng phân. Hai đồng phân còn lại là hydroxyquinol (1,2,4-benzenetriol) và pyrogallol (1,2,3-benzenetriol). Phloroglucinol và các đồng phân benzenetriol của nó vẫn được định nghĩa là " phenol " theo quy tắc danh pháp chính thức của IUPAC về các hợp chất hóa học. Nhiều loại monophenolics như vậy thường được các ngành công nghiệp mỹ phẩm và dược phẩm gọi là " polyphenol ", nhưng chúng không thể theo bất kỳ định nghĩa nào được khoa học chấp nhận.

## Tổng hợp và xảy ra
Năm 1855, phloroglucinol lần đầu tiên được điều chế từ phloretin bởi nhà hóa học người Áo Heinrich Hlasiwetz (1825-1875).
Một tổng hợp hiện đại liên quan đến sự thủy phân 1,3,5-triaminobenzene và các dẫn xuất của nó. Đại diện là con đường sau đây từ trinitrobenzene.
Sự tổng hợp là đáng chú ý vì các dẫn xuất anilin thông thường không hợp lý với hydroxide. Bởi vì triaminobenzene cũng tồn tại dưới dạng tautome imin của nó, nó dễ bị thủy phân.

## Phản ứng

### Tautomeism và hành vi axit-base
Phloroglucinol là một axit triprotic yếu. Hai pK a đầu tiên là 8,5 và 8,9.
Là một enol, về nguyên tắc phloroglucinol tồn tại ở trạng thái cân bằng với tautome keto. Bằng chứng cho sự cân bằng này được cung cấp bởi sự hình thành của oxime:
C 6 H 3 (OH) 3 + 3 NH 2 OH → (CH 2) 3 (C = NOH) 3 + 3 H 2 O
Nhưng nó cũng hoạt động giống như benzenetriol vì ba nhóm hydroxyl có thể bị methyl hóa để tạo ra 1,3,5-trimethoxybenzene.
Đối với các hợp chất trung tính, các tautome keto là không thể phát hiện được bằng quang phổ. Sau khi hủy kích hoạt, tautome keto chiếm ưu thế.

### Phản ứng khác
Từ nước, phloroglucinol kết tinh dưới dạng dihydrat, có nhiệt độ nóng chảy là 116-117 °C, nhưng dạng khan tan chảy ở nhiệt độ cao hơn nhiều, ở 218-220 °C. Nó không sôi nguyên vẹn, nhưng nó tuyệt vời.
Phản ứng Hoesch cho phép tổng hợp 1-(2,4,6-Trihydroxyphenyl) ethanone từ phloroglucinol.
Leptospermone có thể được tổng hợp từ phloroglucinol bằng phản ứng với isovaleroylnitrile với sự có mặt của chất xúc tác kẽm chloride.
Pentacarbon dioxide, được mô tả vào năm 1988 bởi Günter Maier và những người khác, có thể thu được bằng cách nhiệt phân 1,3,5-cyclohexanetrione (phloroglucin).
Phloroglucinol dễ dàng tạo thành 5-aminoresorcinol (còn gọi là Phloramine) trong dung dịch amonia ở nhiệt độ thấp.
Phloroglucinol & axit phloretic cho năng suất 30% của phloretin.

## Xảy ra tự nhiên
Phloroglucinol cũng thường được tìm thấy trong mẫu flavonoid A thay thế. Thật vậy, ban đầu nó được điều chế từ phloretin, một hợp chất được phân lập từ cây ăn quả, sử dụng kali hydroxide. Ngoài ra, hợp chất có thể được điều chế tương tự từ glucoside, chiết xuất thực vật và nhựa như quercetin, catechin và phlobaphenes.
Phloroglucinols là chất chuyển hóa thứ cấp xảy ra tự nhiên ở một số loài thực vật. Nó cũng được sản xuất bởi tảo nâu và vi khuẩn.
Acyl derverv có mặt trong frond của woodfern ven biển, Dryopteris arguta  hoặc trong Dryopteris crassirhizoma. Hoạt tính chống giun của rễ cây Dryopteris filix-mas đã được khẳng định là do axit flavaspidic, một dẫn xuất phloroglucinol.
Các hợp chất phloroglucinol được hình thành (euglobals, macrocarpals và sideroxylonals) có thể được tìm thấy trong các loài bạch đàn. Hyperforin và adhyperforin là hai phloroglucinols được tìm thấy trong St John's wort. Humulone là một dẫn xuất phloroglucinol với ba chuỗi bên isoprenoid. Hai chuỗi bên là nhóm prenyl và một là nhóm isovaleryl. Humulone là một hợp chất hóa học có vị đắng được tìm thấy trong nhựa của hoa bia trưởng thành (Humulus lupulus).
Tảo nâu, chẳng hạn như Ecklonia stolonifera, Eisenia bicyclis  hoặc các loài trong chi Zonaria, tạo ra các dẫn xuất phloroglucinol và phloroglucinol. Tảo nâu cũng sản xuất một loại tannin được gọi là phlorotannin.
Vi khuẩn Pseudomonas fluorescens tạo ra phloroglucinol, phloroglucinol axit carboxylic và diacetylphloroglucinol.

## Sinh tổng hợp

Kích hoạt 3,5-diketoheptanedioate.

Trong Pseudomonas fluorescens, sinh tổng hợp phloroglucinol được thực hiện với một synthase polyketide loại III. Quá trình tổng hợp bắt đầu bằng sự ngưng tụ của ba malonyl-CoAs. Sau đó decarboxyl hóa theo sau là sự chu kỳ của sản phẩm 3,5-diketoheptanedioate được kích hoạt dẫn đến sự hình thành của phloroglucinol.
Enzym pyrogallol hydroxytransferase sử dụng 1,2,3,5-tetrahydroxybenzene và 1,2,3-trihydroxybenzene (pyrogallol) để tạo ra 1,3,5-trihydroxybenzene (phloroglucinol) và 1,2,3,5-tetrahydro. Nó được tìm thấy trong các loài vi khuẩn Pelobacter acidigallici.
Enzyme phloroglucinol reductase sử dụng dihydrophloroglucinol và NADP + để sản xuất phloroglucinol, NADPH và H +. Nó được tìm thấy trong các loài vi khuẩn Eubacterium oxyoreducens.
Các nodulating legume-root, loài vi khuẩn cố định đạm microsymbiotic Bradyrhizobium japonicum có khả năng làm suy giảm catechin với hình thành các phloroglucinol axit cacboxylic, tiếp tục decarboxylated để phloroglucinol, được dehydroxylated để resorcinol và hydroxyquinol.
Phloretin hydrolase sử dụng phloretin và nước để sản xuất phloretate và phloroglucinol.

## Ảnh hưởng sức khỏe
Nó có đặc tính chống co thắt.
Nó cũng được sử dụng như một phương pháp điều trị sỏi mật, đau do co thắt và các rối loạn tiêu hóa liên quan khác. Nó có tác dụng co thắt không đặc hiệu trên các mạch, phế quản, ruột, niệu quản và túi mật, và được sử dụng để điều trị các rối loạn của các cơ quan này. Nó là thành phần chính của thuốc Spasfon, được thương mại hóa ở Pháp, nơi đây là một trong những loại thuốc được bán nhiều nhất.
Các dẫn xuất acyl hóa phloroglucinols có hoạt tính ức chế synthase axit béo.

### Phân loại ATC
Nó có mã A03AX12 trong A03AX Các loại thuốc khác cho phần rối loạn chức năng ruột của mã ATC A03 Thuốc dành cho phân nhóm rối loạn tiêu hóa chức năng của Hệ thống phân loại hóa học trị liệu giải phẫu. Nó cũng có mã D02.755.684 trong phần Hóa chất hữu cơ D02 của mã Tiêu đề Chủ đề Y tế (MeSH) của Thư viện Y khoa Quốc gia Hoa Kỳ.

## Các ứng dụng
Phloroglucinol chủ yếu được sử dụng như một tác nhân kết hợp trong in ấn. Nó liên kết thuốc nhuộm diazo để tạo màu đen nhanh.
Nó rất hữu ích cho việc tổng hợp công nghiệp dược phẩm (Flopropione ) và chất nổ (TATB (2,4,6-triamino-1,3,5-trinitrobenzene), trinitrophloroglucinol, 1,3,5-trinitrobenzene).
Phloroglucinolysis là một kỹ thuật phân tích để nghiên cứu các tannin cô đặc bằng phương pháp khử polyme. Phản ứng sử dụng phloroglucinol làm nucleophile. Sự hình thành phlobaphenes (ngưng tụ và kết tủa tannin) có thể được giảm thiểu bằng cách sử dụng các nucleophile mạnh, chẳng hạn như phloroglucinol, trong quá trình chiết xuất tannin thông.

### Sử dụng trong các bài kiểm tra
Phloroglucinol là thuốc thử trong thử nghiệm của Tollens cho các pentose. Thử nghiệm này dựa trên phản ứng của furfural với phloroglucinol để tạo ra một hợp chất có màu với độ hấp thụ mol cao.
Một dung dịch axit clohydric và phloroglucinol cũng được sử dụng để phát hiện lignin (xét nghiệm Wiesner). Một màu đỏ rực rỡ phát triển, do sự hiện diện của các nhóm coniferaldehyd trong lignin. Một thử nghiệm tương tự có thể được thực hiện với tolonium chloride.
Nó cũng là một phần của thuốc thử Gunzburg, một dung dịch cồn của phloroglucinol và vanillin, để phát hiện định tính axit hydrochloric tự do trong dịch dạ dày.